# Oberpullendorf
Oberpullendorf (maďarsky: Felsőpulya, chorvatsky: Gornja Pulja, Romani: Uprutni Pulja) je okresní město okresu Oberpullendorf ve spolkové zemi Burgenland v Rakousku. Žije zde přibližně 3 200 obyvatel.

## Poloha
Město se nachází ve střední části Burgenlandu. Protéká jím od SZ na JV potok Stooberbach, který se vlévá do říčky Rabnitz. Město se rozkládá v nadmořské výšce zhruba 235 - 270 m. Celková rozloha je 12,64 km². Sousední obce jsou: Stoob na severu, Frankenau-Unterpullendorf na jihu, Steinberg-Dörfl na západě a Großwarasdorf na východě.

## Složení města
Město je tvořeno dvěma obcemi (v závorkách počet obyvatel v říjnu 2011):
- Mitterpullendorf (1102)
- Oberpullendorf (1902)

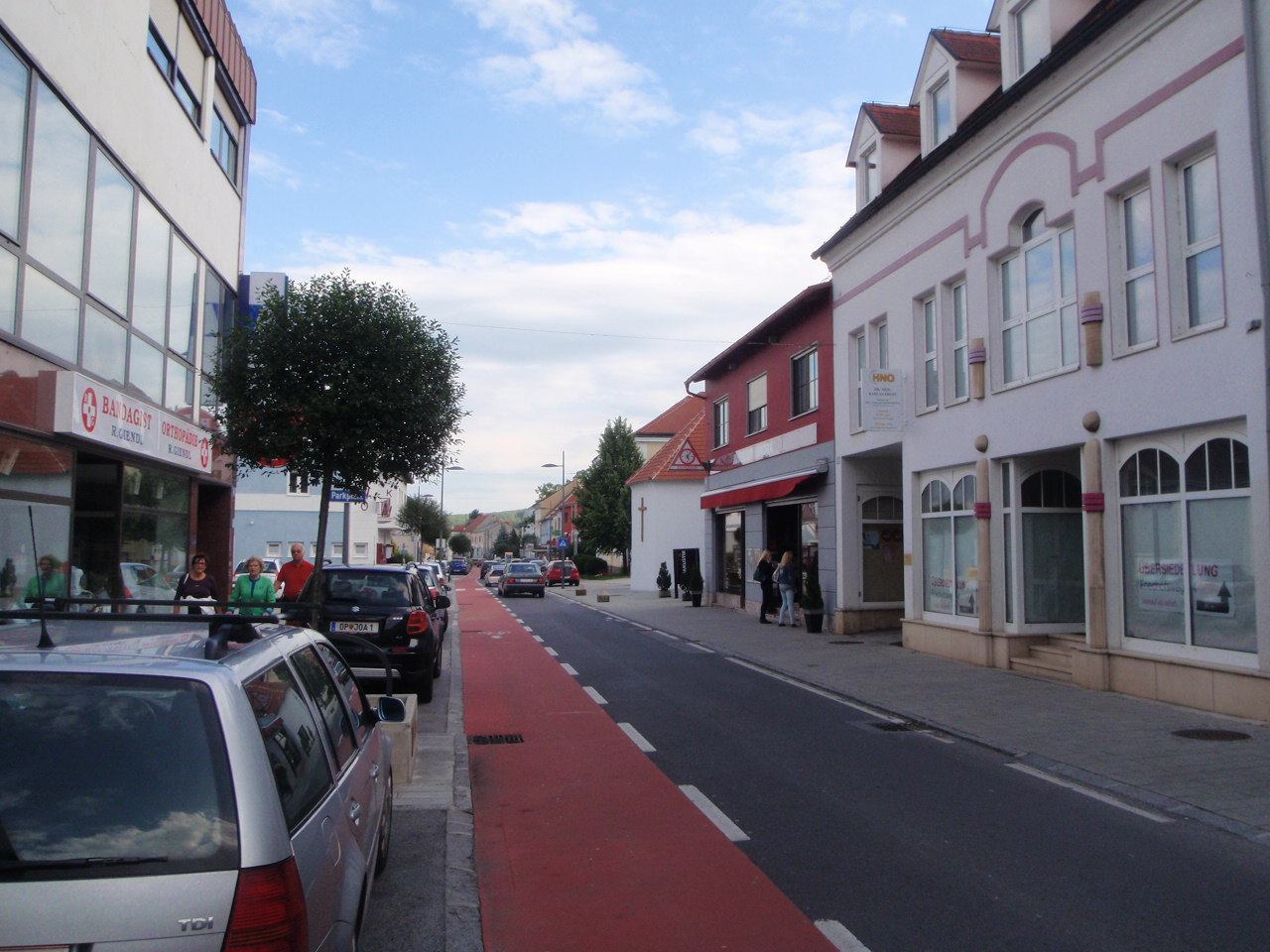
Střed města

V lednu 2014 zde žilo celkem 3062 obyvatel. Podle sčítání v roce 2001 zde žilo 67 % německy mluvících obyvatel, 22 % burgenlandských Maďarů, 6 % burgenlandských Chorvatů a zhruba 3 % Chorvatů. Podle náboženského vyznání bylo zhruba 88 % katolíků, 5 % evangelíků a 2 % muslimů.

## Historie
V době před naším letopočtem zde sídlili Keltové. Později byla oblast součástí římské provincie Panonie. První písemná zmínka o místu jako o maďarské pohraniční stráži pochází z konce 10. století. Později mezi nejvýznamnější šlechtické pány místa patřil hrabě Cseszneky a baron Rohonczy. Od roku 1853 byl v Oberpullendorfu umístěn maďarský daňový úřad. Až do roku 1920 byla celá oblast součástí Maďarského království. Po skončení první světové války, na základě smlouvy ze St. Germain a Trianonu z roku 1919, se město stalo od roku 1920 součástí Rakouska.
Ke sloučení obcí Oberpullendorf a Mitterpullendorf došlo v roce 1958 a okresním městem se Oberpullendorf stal od roku 1975.

## Doprava
Oberpullendorf je významným dopravním uzlem v Burgenlandu. Městem prochází Zemská silnice B50 (Burgenland Straße), z níž směrem na jih vyúsťuje Zemská silnice B61 (Günser Straße).
Městem také prochází ve směru od severu k jihu železniční trať.